# Marion (condado de Juneau, Wisconsin)
Marion es un pueblo ubicado en el condado de Juneau en el estado estadounidense de Wisconsin. En el Censo de 2010 tenía una población de 426 habitantes y una densidad poblacional de 6,74 personas por km².

## Geografía
Marion se encuentra ubicado en las coordenadas 43°48′27″N 89°56′47″O / 43.80750, -89.94639. Según la Oficina del Censo de los Estados Unidos, Marion tiene una superficie total de 63.22 km², de la cual 60.76 km² corresponden a tierra firme y (3.88%) 2.46 km² es agua.

## Demografía
Según el censo de 2010, había 426 personas residiendo en Marion. La densidad de población era de 6,74 hab./km². De los 426 habitantes, Marion estaba compuesto por el 97.18% blancos, el 0% eran afroamericanos, el 1.17% eran amerindios, el 0.47% eran asiáticos, el 0% eran isleños del Pacífico, el 0% eran de otras razas y el 1.17% pertenecían a dos o más razas. Del total de la población el 0.23% eran hispanos o latinos de cualquier raza.